# فرودگاه سنت هلن
فرودگاه سنت هلن (به انگلیسی: St Helens Airport) یک فرودگاه همگانی با کد یاتا HLS است که یک باند فرود شن دارد و طول باند آن ۱۰۷۰ متر است. این فرودگاه در کشور استرالیا قرار دارد و در ارتفاع ۴۸ متری از سطح دریا واقع شده است.